# Museum Hengelo
Museum Hengelo is een museum en kenniscentrum voor de lokale geschiedenis van Hengelo. Het museum vertelt persoonlijke verhalen van inwoners van Hengelo die in de vergetelheid zijn geraakt en laat de stadsontwikkeling door de jaren heen zien. Het museum is opgericht in 1973 en is gevestigd in een voormalig winkelpand annex woonhuis dat rond 1880 werd verbouwd tot herenhuis. Het is een van de weinige negentiende-eeuwse panden in de stad met originele schouwen, glas-in-loodramen en gestukadoorde plafonds. Onder de stijlkamers zijn een keuken, een voorraadkelder en een dienstbodekamer.

## Exposities
De vertrekken in de patriciërswoning zijn ingericht met een vaste presentatie over het verleden van Hengelo met schilderijen, prenten, textilia en archeologische vondsten. De collectie toegepaste kunst omvat onder andere een verzameling gedreven art nouveau koperwerk, ontworpen door Johanna van Eijbergen en vervaardigd in het kunstatelier van de firma Dikkers. De relatie van de stad met de familie Stork komt tot uiting in kunstwerken van professor Jan Veth, Herman Heijenbrock en Jan Eisenloeffel. 
Het museum toont in tijdelijke exposities werken van kunstenaars die in Hengelo hebben gewerkt, zoals Theo Wolvecamp, Eef de Weerd, Henk Lamm, Frans Bolscher en Joop Plasmeijer.

## Archeologie
In 2009 is de afdeling Archeologie in een dependance opgericht naar aanleiding van vondsten van de opgraving van de restanten van Huys Hengelo in 1995. Het betrof vondsten die nog niet eerder waren geanalyseerd. De afdeling heeft ook bijgedragen aan andere opgravingen in Twente, en dan vooral in Hengelo.

## Stadswandeling
In de zomermaanden organiseert het museum stadswandelingen langs historische plekken in Hengelo.

## Naamgeving
Het Museum Hengelo heette voorheen Historisch Museum Hengelo. Daarvoor heette het Oudheidkamer Oald Hengel.